# Auswahlaxiom

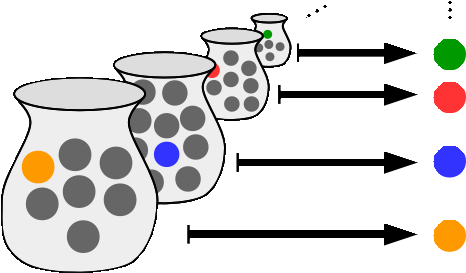
Aus jeder Vase lässt sich eine Murmel auswählen – auch bei unendlich vielen Vasen

Das Auswahlaxiom ist ein Axiom, das der Zermelo-Fraenkel-Mengenlehre hinzugefügt werden kann. Es wurde erstmals von Ernst Zermelo 1904 formuliert. Anschaulich besagt es, dass man aus jeder nichtleeren Menge einer beliebigen Ansammlung ein Element „auswählen“ kann (ohne zu sagen, welches).
Für endliche Mengen kann man das auch ohne dieses Axiom folgern, daher ist das Auswahlaxiom nur für unendliche Ansammlungen  interessant.

## Auswahlfunktion

### Definition
Sei {\displaystyle A} eine Menge nichtleerer Mengen. Dann heißt
{\displaystyle F\colon A\to \bigcup _{X\in A}X}
eine Auswahlfunktion für {\displaystyle A}, falls jedem Element {\displaystyle X\in A} ein Element {\displaystyle F(X)\in X} zugeordnet wird. {\displaystyle F} wählt also aus jeder Menge {\displaystyle X} in {\displaystyle A} genau ein Element aus.

### Beispiele
- Sei {\displaystyle A=\{\{0,2\},\{1,2,5,7\},\{4\}\}}. Die auf {\displaystyle A} durch

{\displaystyle F(\{0,2\})=2,\quad F(\{1,2,5,7\})=2,\quad F(\{4\})=4}
definierte Funktion {\displaystyle F} ist eine Auswahlfunktion für {\displaystyle A}.
- Für eine endliche Menge {\displaystyle A=\{A_{1},\ldots ,A_{n}\}} von nichtleeren Mengen ist es trivial, eine Auswahlfunktion anzugeben: Man wählt aus jeder Menge irgendein bestimmtes Element aus, was problemlos möglich ist; dazu braucht man das Auswahlaxiom nicht. Ein formaler Beweis würde Induktion über die Größe der endlichen Menge verwenden.
- Für die Potenzmenge der natürlichen Zahlen ist eine Auswahlfunktion {\displaystyle F\colon {\mathcal {P}}(\mathbb {N} )\to \mathbb {N} } gegeben durch das Minimum der Menge, also {\displaystyle F(X)=\min X}. Die Existenz eines Minimums ist aufgrund der Wohlordnung der natürlichen Zahlen gegeben.
- Für die Menge beschränkter reeller Intervalle ist eine Auswahlfunktion gegeben, indem man auf den Mittelpunkt abbildet.

## Auswahlaxiom und äquivalente Formulierungen

### Motivation
Im Allgemeinen ist es nicht möglich, zu jeder Menge eine Auswahlfunktion anzugeben. Für welche Fälle das Auswahlaxiom relevant ist, sei an den folgenden Beispielen verdeutlicht:
- Man kann schon für eine allgemeine abzählbare Menge von zweielementigen Mengen in ZF (nicht ZFC, d. h. ohne das Auswahlaxiom) die Existenz einer Auswahlfunktion nicht beweisen.
- Dasselbe gilt etwa für die Existenz einer Auswahlfunktion für die Menge aller nichtleeren Teilmengen der reellen Zahlen.

### Aussage
Das Auswahlaxiom lautet dann: Für jede Menge nichtleerer Mengen gibt es eine Auswahlfunktion. Äquivalente Formulierungen sind:
- Die Potenzmenge einer beliebigen Menge ohne die leere Menge hat eine Auswahlfunktion (Zermelo 1904).
- Sei {\displaystyle A} eine Menge von paarweise disjunkten nichtleeren Mengen. Dann gibt es eine Menge {\displaystyle C}, die mit jedem {\displaystyle X\in A} genau ein gemeinsames Element hat (Zermelo 1907, ZF).
- Sei {\displaystyle I} eine beliebige Indexmenge und {\displaystyle \left(A_{i}\right)_{i\in I}} eine Familie von nichtleeren Mengen {\displaystyle A_{i}}, dann existiert eine Funktion {\displaystyle F} mit Definitionsbereich {\displaystyle I}, die jedem {\displaystyle i\in I} ein Element von {\displaystyle A_{i}} zuordnet: {\displaystyle F(i)\in A_{i}}.
- Sind {\displaystyle A} und {\displaystyle B} Mengen und {\displaystyle R\subseteq A\times B} eine Relation zwischen {\displaystyle A} und {\displaystyle B}, so folgt aus {\displaystyle \forall a\in A:\exists b\in B:(a,b)\in R}, dass {\displaystyle \exists f\colon A\to B:\forall a\in A:(a,f(a))\in R} (d. h., jede linkstotale Relation umfasst eine Abbildung).

## Zum Auswahlaxiom äquivalente Sätze
Setzt man die ZF-Axiome voraus, dann gibt es eine Vielzahl an wichtigen Sätzen, die zum Auswahlaxiom äquivalent sind. Die wichtigsten darunter sind das Lemma von Zorn und der Wohlordnungssatz. Zermelo führte das Auswahlaxiom ein, um den Beweis des Wohlordnungssatzes zu formalisieren. Die Namen Lemma und Satz rühren daher, dass diese Formulierungen nicht so unmittelbar einsichtig erscheinen wie das Auswahlaxiom selbst.
- Mengenlehre
  - Wohlordnungssatz: Jede Menge kann wohlgeordnet werden.
  - Wenn {\displaystyle A} eine unendliche Menge ist, dann haben {\displaystyle A} und {\displaystyle A\times A} die gleiche Kardinalität.
  - Trichotomie: Zwei Mengen haben entweder gleiche Kardinalität oder eine der beiden Mengen hat eine kleinere Kardinalität als die andere. Die Äquivalenz wurde von Friedrich Hartogs 1915 bewiesen.[1]
  - Das kartesische Produkt einer Familie von nichtleeren Mengen ist nichtleer.
  - Satz von König: Vereinfacht formuliert ist die Summe einer Folge von Kardinalzahlen echt kleiner als das Produkt einer Folge von größeren Kardinalzahlen.
  - Jede surjektive Funktion hat ein Rechtsinverses.
  - Lemma von Teichmüller-Tukey: Eine nichtleere Menge von endlichem Charakter hat bezüglich der Mengeninklusion ein maximales Element.

- Ordnungstheorie
  - Lemma von Zorn: Jede nichtleere halbgeordnete Menge, in der jede Kette (d. h. jede total geordnete Teilmenge) eine obere Schranke hat, enthält mindestens ein maximales Element.
  - Hausdorffs Maximalkettensatz: In einer geordneten Menge kann jede Kette zu einer maximalen Kette erweitert werden.
  - Hausdorffs Maximalkettensatz (abgeschwächt): In einer geordneten Menge existiert mindestens eine maximale Kette.

- Algebra
  - Jedes Erzeugendensystem eines Vektorraums {\displaystyle V} enthält eine Basis von {\displaystyle V}.
  - Jeder Vektorraum hat eine Basis.[2]
  - Jeder Ring mit Einselement, der nicht der Nullring ist, hat ein maximales Ideal.

- Graphentheorie
  - Jeder (unendliche) ungerichtete, zusammenhängende Graph hat einen Spannbaum.

- Topologie
  - Satz von Tychonoff: Das Produkt kompakter Räume ist kompakt. (Allerdings ist diese Aussage nur dann äquivalent zum Auswahlaxiom, wenn man für Kompaktheit nicht die Hausdorffeigenschaft fordert.)
  - In der Produkttopologie: Der Abschluss eines Produktes von Teilmengen ist gleich dem Produkt der Abschlüsse der Teilmengen.
  - Das Produkt von vollständigen uniformen Räumen ist vollständig.

## Kontroversen und Diskussion in der Philosophie
Kurt Gödel zeigte 1938, dass das Auswahlaxiom im Rahmen der Zermelo-Fraenkel-Mengenlehre keinen Widerspruch ergibt, wenn man die Widerspruchsfreiheit aller übrigen Axiome annimmt. Zudem zeigte Paul Cohen 1963 (und folgend 1964 und 1966), dass auch die Negation des Auswahlaxioms nicht zu einem Widerspruch führt. Beide Annahmen sind also vom formalistischen Standpunkt aus akzeptabel.
Das Auswahlaxiom gehörte zu den kontroversesten Axiomen der Mengenlehre. Es postuliert die Existenz einer Auswahlfunktion, ohne ein Verfahren anzugeben, wie man eine solche konstruieren könnte. Man spricht in diesem Fall von einer schwachen Existenzaussage. Daher wird das Axiom von Konstruktivisten immer wieder als unintuitiv kritisiert. Aus der Maßtheorie alleine seien folgende häufig kontraintuitiv empfundenen Ergebnisse genannt:
- Der Satz von Vitali besagt, dass nicht jede Teilmenge der reellen Zahlen Lebesgue-messbar ist. Im Beweis wird das Auswahlaxiom verwendet. Robert M. Solovay konnte 1979 sogar innerhalb von ZF und unter Voraussetzung der Existenz einer unerreichbaren Kardinalzahl ein Modell angeben, wo jede Teilmenge der reellen Zahlen messbar ist. Damit ist auch der Beweis erbracht, dass das Auswahlaxiom für den Satz von Vitali notwendig ist.[6]
- Auf den vorherigen Punkt aufbauend, ließen sich weitere paradox anmutende Ergebnisse der Maßtheorie konstruieren, wie etwa das Banach-Tarski-Paradoxon.

Einige Physiker wie John Baez sind daher der Meinung, dass ZFC das Kontinuum nur unzureichend modelliere. Es gebe „in jeder größeren physikalischen Theorie schwierige mathematische Probleme, wenn man die Raumzeit als Kontinuum modelliert“. Dies führt zur Fragestellung, ob sich Sätze, für deren Beweis üblicherweise das Auswahlaxiom verwendet wird, wie der Satz von Hahn-Banach, so abschwächen lassen, dass sie ohne Auswahlaxiom bewiesen werden können, aber dennoch alle wichtigen Anwendungen der Physik abdecken.
Trotzdem wird das Auswahlaxiom von der großen Mehrheit akzeptiert, vor allem wegen der vielen zum Auswahlaxiom äquivalenten Aussagen. In vielen Zweigen der Mathematik, darunter auch neueren wie der Nichtstandardanalysis, führt es zu besonders ästhetischen Ergebnissen. Da sich aber auch unintuitive oder unerwünschte Aussagen folgern lassen, unterstellte Horst Herrlich dem Auswahlaxiom eine „janusköpfige Natur“.

## Abwandlungen

### Schwächere Aussagen
Gelegentlich werden auch Abschwächungen des Auswahlaxioms diskutiert. Beispielsweise:
- das abzählbare Auswahlaxiom (CC, für countable choice, auch bezeichnet mit ACω oder ACN), das besagt, dass eine Auswahlfunktion existiert, wenn die Mengenfamilie abzählbar ist,
- das Axiom der abhängigen Auswahl (DC, für dependent choice), das – den Funktionsbegriff verallgemeinernd – eine Aussage über eine Relation trifft.
- unique choice/non-choice: Sind {\displaystyle A} und {\displaystyle B} Mengen und {\displaystyle R\subseteq A\times B} eine Relation zwischen {\displaystyle A} und {\displaystyle B}, so folgt aus {\displaystyle \forall a\in A:\exists !b\in B:(a,b)\in R}, dass {\displaystyle \exists f\colon A\to B:\forall a\in A:(a,f(a))\in R}. In populären Formalisierungen der Mathematik ist dies eine Trivialität (Funktionen sind einfach Relationen mit der im Antezedens genannten Eigenschaft), in allgemeineren Kontexten  handelt es sich jedoch um eine nichttriviale Aussage.

### Stärkere Aussagen
Das Auswahlaxiom folgt, wie Wacław Sierpiński 1947 bewies, aus der verallgemeinerten Kontinuumshypothese. Auch das von Gödel formulierte Konstruierbarkeitsaxiom ist stärker als das Auswahlaxiom.
Innerhalb von Klassentheorien, wie etwa der Neumann-Bernays-Gödel-Mengenlehre, lässt sich das Auswahlaxiom auch auf Klassen ausdehnen.